# Wembley Arena
Wembley Arena /ˈwɛmbli/ (ban đầu có tên gọi là Hồ bơi Đế quốc, hiện được gọi là OVO Arena Wembley vì lý do tài trợ) là một nhà thi đấu ở Wembley, Luân Đôn, Anh. Nhà thi đấu nằm liền kề với Sân vận động Wembley. Nhà thi đấu được sử dụng chủ yếu cho các trận đấu thể thao cũng như các sự kiện âm nhạc. Với sức chứa 12.500 chỗ ngồi, đây là nhà thi đấu lớn thứ hai ở Luân Đôn (sau The O2 Arena) và là nhà thi đấu lớn thứ chín ở Vương quốc Anh.